# Claudio Baglioni (1985)
Claudio Baglioni è una raccolta del cantautore italiano omonimo, pubblicata nel 1985 in tutta Europa dalla CBS.

## Descrizione
Il disco è stato distribuito per il mercato Europeo a seguito del successo dell'album La vita è adesso in Italia e contiene le migliori canzoni degli anni 80 del cantautore.
Oltre ai paesi Europei (Svizzera, Francia, Germania, Israele, Grecia, Spagna ecc..) nel quale è stato distribuito, è presente anche una versione distribuita nell’America Meridionale identica sia nelle tracce che nella copertina, intitolata però Claudio Baglioni: grandes éxitos. Sia nella versione Europea che in quella Sud Americana le canzoni sono nella versione originale Italiana dunque non sono tradotte, a differenza degli album Spagnoli, Francesi e Sud Americani degli anni ‘70 dove Baglioni cantava nelle rispettive lingue.
Nella copertina è presente una foto dell'artista nel 1985.

## Tracce
Testi e musiche di Claudio Baglioni.
Lato A
1. La vita è adesso
2. Via
3. Ragazze dell’est
4. E adesso la pubblicità
5. Avrai

Lato B
1. Un nuovo giorno o un giorno nuovo
2. I vecchi
3. Fotografie
4. Un treno per dove
5. Strada facendo